# Margo Price
Margo Price, née le 15 avril 1983, est une auteure-compositrice-interprète, et musicienne de country américaine.

## Biographie
Margo Rae Price grandit dans la petite ville d'Aledo, Illinois, où elle joue du piano et chante dans la chorale de l’eglise, avant d'étudier la danse et le théâtre à l'Université de Northern Illinois,. En 2003, elle abandonne l’université pour emménager à Nashville dans le Tennessee, et débuter une carrière dans la musique.
Installée à Nashville, elle enchaîne un certain nombre d'emplois, dont l'installation et le retrait de revêtement extérieur résidentiel, et l'enseignement de la danse aux enfants dans un centre destiné à la jeunesse chrétienne, membre de la Young Men's Christian Association (YMCA).
Margo Rae Price se marie avec le guitariste Jeremy Ivey, dont la formation Secret Handshake, est reconnue pour son engagement politique et ses chansons engagées. Ensemble, ils fondent le groupe Buffalo Clover, devenu plus tard Margo and the Pricetags,. Le duo est accompagné ponctuellement de Sturgill Simpson et Kenny Vaughan, guitariste de longue date dans le groupe de Marty Stuart, auteur-compositeur-interprète de musique country américain.

## Carrière musicale
Margo Price sort un premier album solo Midwest Farmer's Daughter chez Third Man Records, le 25 mars 2016,,,. L'album est enregistré en trois jours au Sun Studio à Memphis, sous la réalisation de Matt Ross-Spang,. 
Selon le magazine Rolling Stone, la musicienne est devenue « une incontournable de la communauté musicale d'East Nashville ». Le musicien de Nashville, Aaron Lee Tasjan souligne l’apport musical singulier et vital de l’auteure-compositrice-interprète à la musique country. La musicienne cite Janis Joplin, Bobbie Gentry, Emmylou Harris, Bonnie Raitt, Willie Nelson et Dolly Parton comme influences majeures.
Le 9 avril 2016, Margo Price est l'invitée musicale de l’émission américaine  Saturday Night Live. Le 17 mai 2016, elle fait ses débuts à la télévision britannique, en participant à l’émission Later... with Jools Holland.
Le 27 juillet 2017, Margo Price édite Weaknessn, un EP de quatre morceaux, suivi de son deuxième album All American Made le 20 octobre 2017,.
En 2018, l’artiste se produit dans le cadre du festival C2C : Country to Country, le plus grand festival de musique country d'Europe. En décembre 2018, elle obtient une nomination pour le prix du meilleur nouvel artiste lors des 61e cérémonie des Grammy Awards.
En 2020, Margo Price sort son troisième That's How Rumors Get Started, produit par Sturgill Simpson.

## Discographie

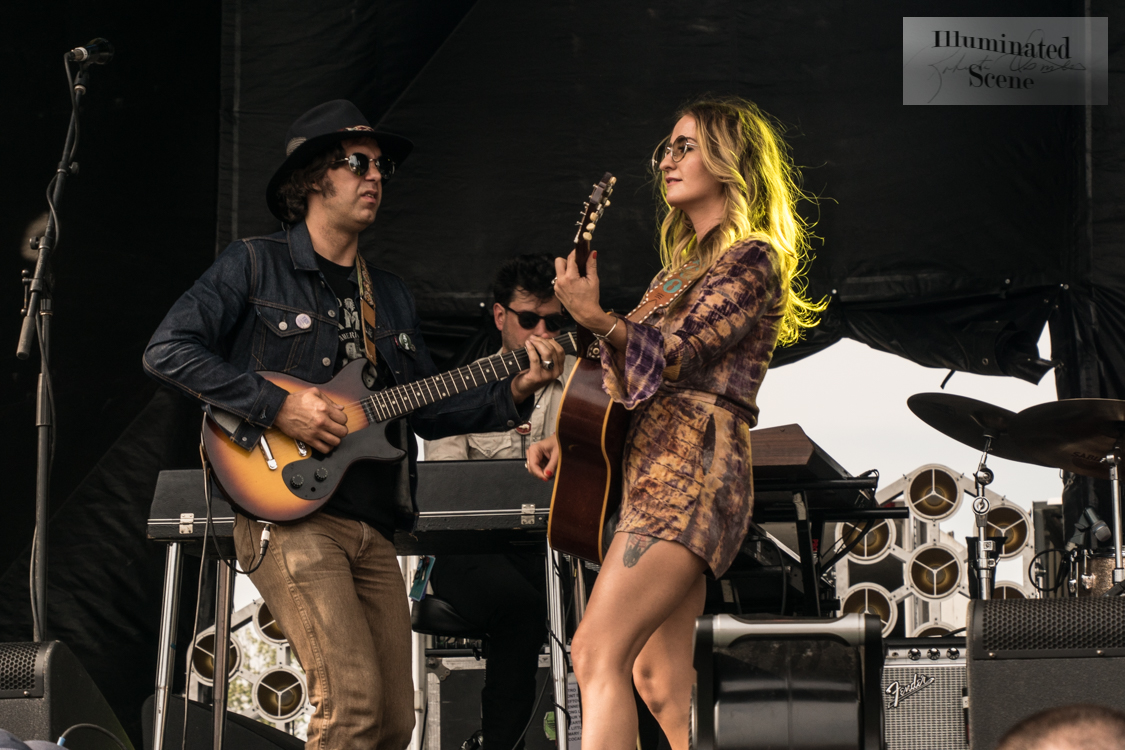
Margo Price, Hinterland Music Festival, St. Charles, Iowa, 2018.

### Albums Studio
- 2016 : Midwest Farmer's Daughter (Third Man Records)
- 2017 : All American Made (Third Man Records)
- 2020 : That's How Rumors Get Started (Loma Vista)
- 2023 : Strays (Loma Vista)
- 2023 : Strays II (Loma Vista)
- 2025 : Hard Headed Woman (Loma Vista)

### Albums Live
- 2016 : Live at Rough Trade East (Third Man Records)

## Distinctions
- 2016 : Artiste émergente de l'année, Americana Music Honors & Awards
- 2016 : Honky Tonk Female, Ameripolitan Music Awards
- 2017 : Chanson internationale de l'année pour Hands of Time, UK Americana Awards[20]
- 2017 : Meilleur premier album pour Midwest Farmer's Daughter, American Music Prize[21]
- 2018 : Chanson de l'année pour A Little Pain, Americana Music Honors & Awards[22]